# RNFT2
RNFT2 (англ. Ring finger protein, transmembrane 2) – білок, який кодується однойменним геном, розташованим у людей на 12-й хромосомі. Довжина поліпептидного ланцюга білка становить 444 амінокислот, а молекулярна маса — 48 965.
| 10         |  | 20         |  | 30         |  | 40         |  | 50         |
| ---------- |  | ---------- |  | ---------- |  | ---------- |  | ---------- |
| MWLFTVNQVL |  | RKMQRRHSSN |  | TDNIPPERNR |  | SQALSSEASV |  | DEGGVFESLK |
| AEAASPPALF |  | SGLSGSLPTS |  | SFPSSLVLGS |  | SAGGGDVFIQ |  | MPASREEGGG |
| RGEGGAYHHR |  | QPHHHFHHGG |  | HRGGSLLQHV |  | GGDHRGHSEE |  | GGDEQPGTPA |
| PALSELKAVI |  | CWLQKGLPFI |  | LILLAKLCFQ |  | HKLGIAVCIG |  | MASTFAYANS |
| TLREQVSLKE |  | KRSVLVILWI |  | LAFLAGNTLY |  | VLYTFSSQQL |  | YNSLIFLKPN |
| LEMLDFFDLL |  | WIVGIADFVL |  | KYITIALKCL |  | IVALPKIILA |  | VKSKGKFYLV |
| IEELSQLFRS |  | LVPIQLWYKY |  | IMGDDSSNSY |  | FLGGVLIVLY |  | SLCKSFDICG |
| RVGGVRKALK |  | LLCTSQNYGV |  | RATGQQCTEA |  | GDICAICQAE |  | FREPLILLCQ |
| HVFCEECLCL |  | WLDRERTCPL |  | CRSVAVDTLR |  | CWKDGATSAH |  | FQVY       |

A: Аланін

C: Цистеїн

D: Аспарагінова кислота

E: Глутамінова кислота

F: Фенілаланін

G: Гліцин

H: Гістидин

I: Ізолейцин

K: Лізин

L: Лейцин

M: Метіонін

N: Аспарагін

P: Пролін

Q: Глутамін

R: Аргінін

S: Серин

T: Треонін

V: Валін

W: Триптофан

Задіяний у такому біологічному процесі, як альтернативний сплайсинг. 
Білок має сайт для зв'язування з іонами металів, іоном цинку. 
Локалізований у мембрані.